# شانتال زاكي
شانتال زاكي (من مواليد 1988) هي عارضة أزياء أمريكية من أصل جامايكي، وحاملة لقب في مسابقات الجمال، تُوّجت بلقب ملكة جمال جامايكا للكون لعام 2012، ومثّلت جامايكا في مسابقة ملكة جمال الكون لسنة 2012.

## النشأة والحياة المبكرة
تدعم شانتال زاكي عدداً من المؤسسات الخيرية، من بينها الجمعية الجامايكية للسرطان، كما أنها المؤسسة لمنظمة "شمس الشباب"، وهي منظمة غير ربحية تُعنى بتعليم وتمكين الشباب من خلال التعبير الإبداعي والروح الرياضية. وتشغل منصب سفيرة لمبادرة "أنا أؤمن"  التي أطلقها الحاكم العام لجامايكا.
كما تعمل متحدثة رسمية وسفيرة لعدد من المشاريع الدولية. وقد شوهدت وهي تشارك في عروض الأزياء على منصات عروض الموضة العالمية، ممثلة علامات الأزياء الراقية. شاركت أيضاً في عروض أزياء بالتعاون مع مسابقة ملكة جمال الكون.

ظهرت شانتال على أغلفة العديد من المجلات، من أبرزها مجلة أوشن ستايل.